# « Untitled » (Perfect Lovers)
 (juin 2025).
« Untitled » (Perfect Lovers) est une œuvre d'art conceptuel réalisé en 1987 par l'artiste américain Félix González-Torres, né à Cuba. Composée de deux horloges murales identiques, synchronisées, cette œuvre minimaliste est représentative de l'artiste et de l'art queer des années 1990. L'œuvre aborde les thèmes de l'amour, du temps et de la mort.

## Contexte
Félix González-Torres a développé une œuvre influencée par son vécu en tant qu'homme gay et par la crise du SIDA qui a marqué la communauté LGBTQ+ dans la dernière vingtaine du XXe siècle. Son compagnon, Ross Laycock, meurt en 1991 du SIDA, l'année durant laquelle il crée une version avec des horloges blanches exposée au Museum of Modern Art (MoMA) à New York.
González-Torres a écrit une lettre en 1988, adressée à son amant, pendant la conception de son œuvre, expliquant qu'il ne faut pas avoir peur des horloges ni du temps ; il y représente même un croquis de son œuvre :
« Lovers, 1988 Dont be afraid of the clocks, they are our time, time has been so generous to us. We imprinted time with the sweet taste of victory. We conquered fate by meeting at a certain TIME in a certain space. We are a product of the time, therefore we give back credit were it is due: time. We are synchronized, now and forever. I love you. » (« Amants, 1988 Ne pas avoir peur des horloges, elles sont notre temps, le temps nous a été si généreux. Nous avons imprimé le temps avec le doux goût de la victoire. Nous avons conquis le destin en nous rencontrant à un certain MOMENT dans un certain espace. Nous sommes un produit du temps, donc nous rendons crédit à ce qui est dû : le temps. Nous sommes synchronisés, maintenant et pour toujours. Je t'aime. » en anglais),
Dans ce contexte de crise du SIDA mais aussi d'une censure de la communauté de la politique américaine, après une controverse sur le financement de Robert Mapplethorpe par la National Endowment for the Arts à propos de « l'art gay », González-Torres dira que « deux horloges côte à côte sont beaucoup plus menaçantes pour les pouvoir en place parce qu'ils ne peuvent pas m'utiliser comme point de ralliement dans leur bataille pour en effacer le sens »,. Son œuvre étant exposée avec une visibilité réduite, elle permet au couple González-Torres - Ross de vivre leur amour librement.

## Description

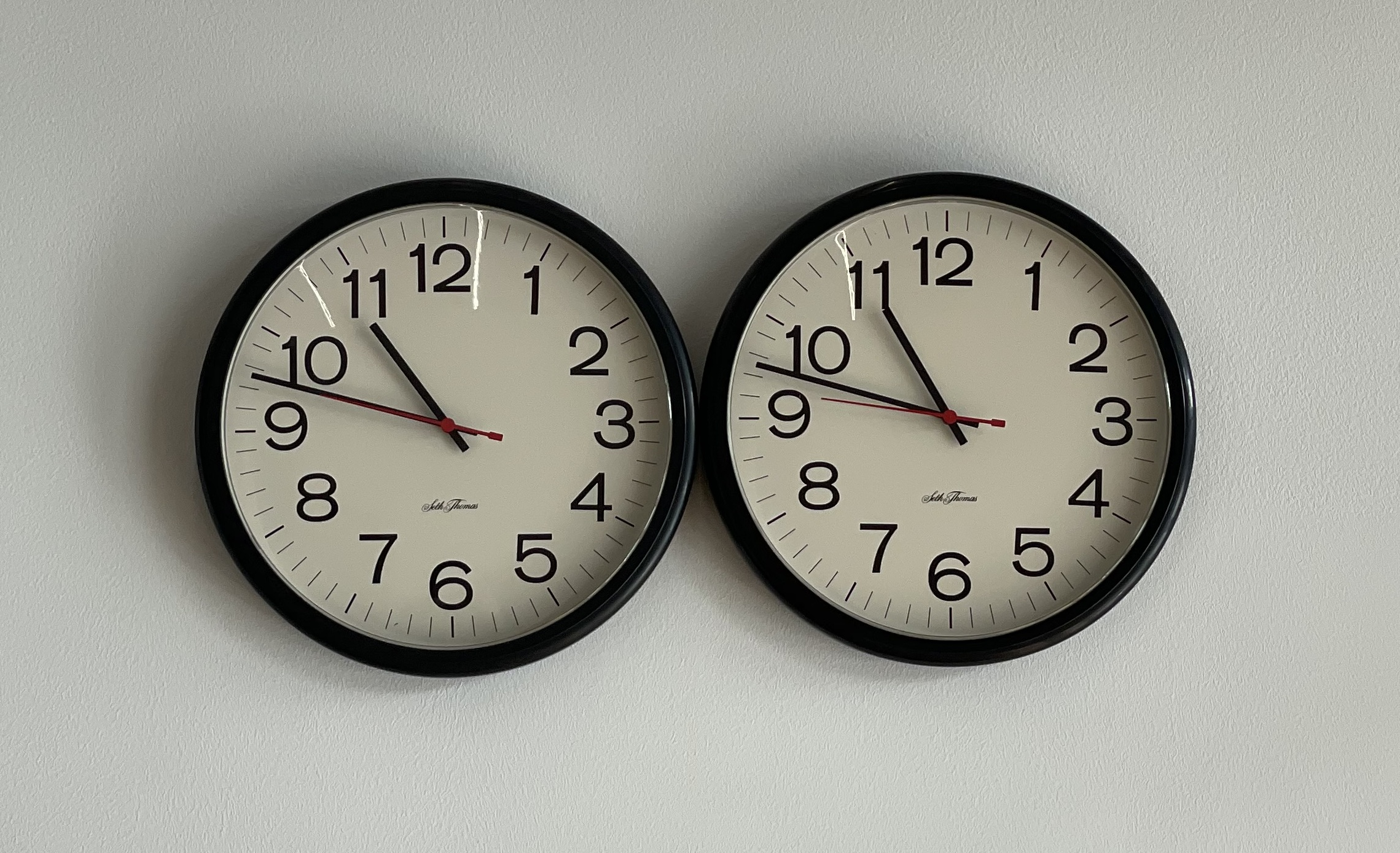
L'œuvre exposée au Glenstone en 2023.

Son œuvre consiste en deux horloges murales identiques, un ready-made comme l'urinoir de Marcel Duchamp, placées côte à côte, parfaitement synchronisées, accrochées au mur au-dessus de la hauteur des yeux. Elles sont alimentées par des piles standard. L'œuvre, qui évoque à première vue un affichage fonctionnel du temps sans se rendre compte qu'elle fait partie de l'assemblage du musée où elle est exposée, acquiert progressivement une dimension symbolique et émotionnelle.
Le titre « Untitled » (Perfect Lovers) combine deux éléments contradictoires : l'anonymat du « Untitled » (littéralement « Sans titre »), typique de l'artiste, et la désignation de (Perfect Lovers) (littéralement Amants Parfaits).
La date de l'œuvre correspond au temps que son compagnon a été malade ; tandis que celle de la version exposée au Museum of Modern Art correspond à la mort de son compagnon en 1991.

### Instructions
Félix donnent des instructions précises concernant l'installation de son œuvre. Les horloges doivent être placées côte à côte en se touchant, au-dessus de la hauteur de la tête et synchronisée au moment de l'installation uniquement, de sorte que les horloges se désynchronisent au cours de l'exposition,.

## Interprétations

### Œuvre métaphorique
L'œuvre peut être interprétée comme une métaphore de la relation amoureuse de l'artiste avec Ross Laycock,. Les deux horloges représentant deux être aimés, parfaitement synchronisés, le tic-tac des aiguilles semblant être des battements de cœur,, mais inéluctablement voués à la désynchronisation, car le mécanisme d'une des deux horloges finira par ralentir ou s'arrêter. Cette désynchronisation annoncée évoque la mort et la séparation,. Il voulait également incarné la tension naissante entre deux personnes qui s'aiment alors que la vie avance vers sa destination ultime, la mort,,.
La forme en elle-même des deux horloges symbolise un amour éternel, formant le symbole de l'infini. L'historienne de l'art Jennie Hirsh a quant à elle une vision plus cynique de cette symbolique puisque les deux horloges, bien que côte-à-côte, sont pour toujours séparées.

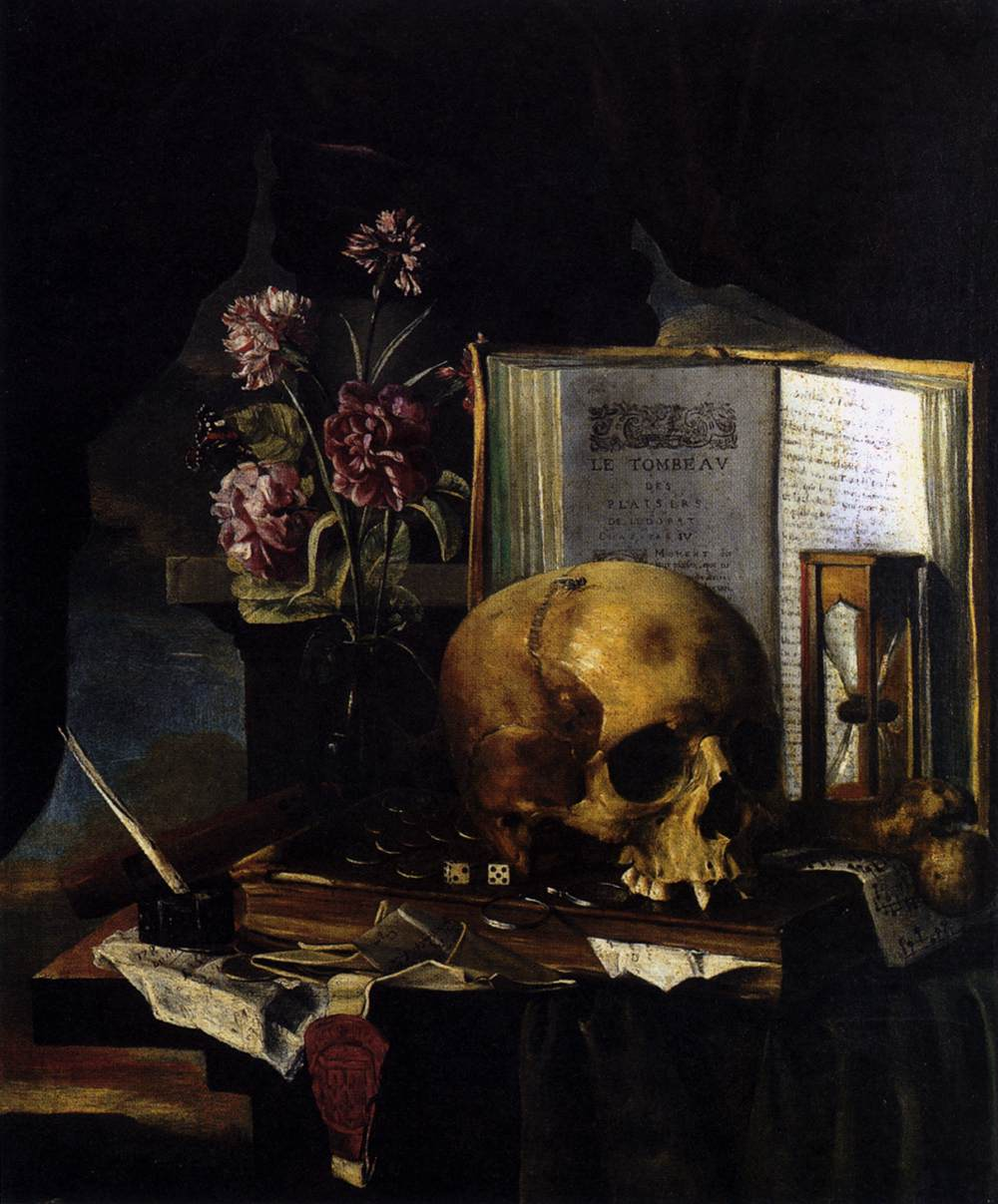
Vanitas, une peinture de Simon Renard de Saint-André vers 1650, est représentative de l'œuvre de Félix.

Cette œuvre est souvent comparée aux vanitas baroques, représentant un attachement obsessionnel aux choses périssables, aux choses qui meurent. Son œuvre reprend toute la symbolique des vanitas : les fleurs qui fanes avec le temps et sa synchronisation des aiguilles, ses horloges comme possession matérielle, le crâne symbolisé ici par les horloges représentant Ross et lui-même, le sablier symbolisant le temps qui passe représenté simplement par les horloges, les dés représentant le hasard est symbolisé par la mort du SIDA de son compagnon en 1991 et lui-même en 1996.

### Œuvre queer
Sans jamais être explicitement militante, « Untitled » (Perfect Lovers) s'inscrit dans une esthétique queer de la discrétion. Plutôt que de représenter la sexualité ou la marginalité de manière frontale, Félix suggère la condition queer par des dispositifs symboliques, intégrant les histoires personnelles dans un langage formel épuré, notamment par la représentation de deux horloges homogènes pouvant représenter l'amour entre personnes du même sexe. L'artiste suggère à chacun une interprétation propre bien qu'il considère lui-même son œuvre comme étant un double portrait de lui et de son amant, Ross Laycock. Il dira même d'un ultra-conservateur, ayant été invité à voir son œuvre, que dés qu'il verra une horloge, il pensera à un rapport sexuel entre deux hommes.

### Œuvre intemporelle
L'œuvre pose également des questions sur le temps dans l'art contemporain, sur la vie éphémère, la mémoire et la matérialité. Le fait que les horloges soient des objets banals, remplaçables, implique que l'œuvre peut être reconstruite indéfiniment. Ce caractère reproductible rompt avec la tradition de l'unicité de l'objet d'art.

## Postérité
« Untitled » (Perfect Lovers) est devenue une œuvre culte de l'art contemporain. Elle est régulièrement citée dans les études sur le minimalisme émotionnel, l'art conceptuel et l'art queer. Son pouvoir évocateur continue de résonner dans un monde confronté à des crises sanitaires, sociales et affectives.
L'œuvre incarne aussi la démarche singulière de Félix : une volonté de créer des œuvres invitant à la participation émotionnelle du spectateur, de parler de l'intime en des termes accessibles et universels, tout en posant des questions politiques et philosophiques profondes.

### Untitled (Perfect Lovers +1)
L'artiste conceptuelle galloise Cerith Wyn Evans s'inspire librement et directement de l'œuvre de González-Torres pour exposer son œuvre en 2008. Elle reprend le même concept mais y ajoute une troisième horloge laissant passer l'idée d'une relation polyamoureuse ou expansive,.

### Inspirations
Dans la galerie d'Entre-deux, Jacques Rivet et Marie-Laure Viale installent une réplique en 2000, évoquant une coexistence des fonctions privées et professionnelles de la galerie (González-Torres se concentrait déjà sur cette distinction, plus précisément entre le public et le privé). Yann Sérandour, intéressé par cet œuvre, en fera un poster d'une photographie de l'œuvre de la galerie en recensant les interprétations de différents artistes et amateurs,. Un autre poster a été imprimé et exposé au Centre d'art contemporain d'Yverdon-les-Bains en Suisse en 2015.

## Versions et expositions

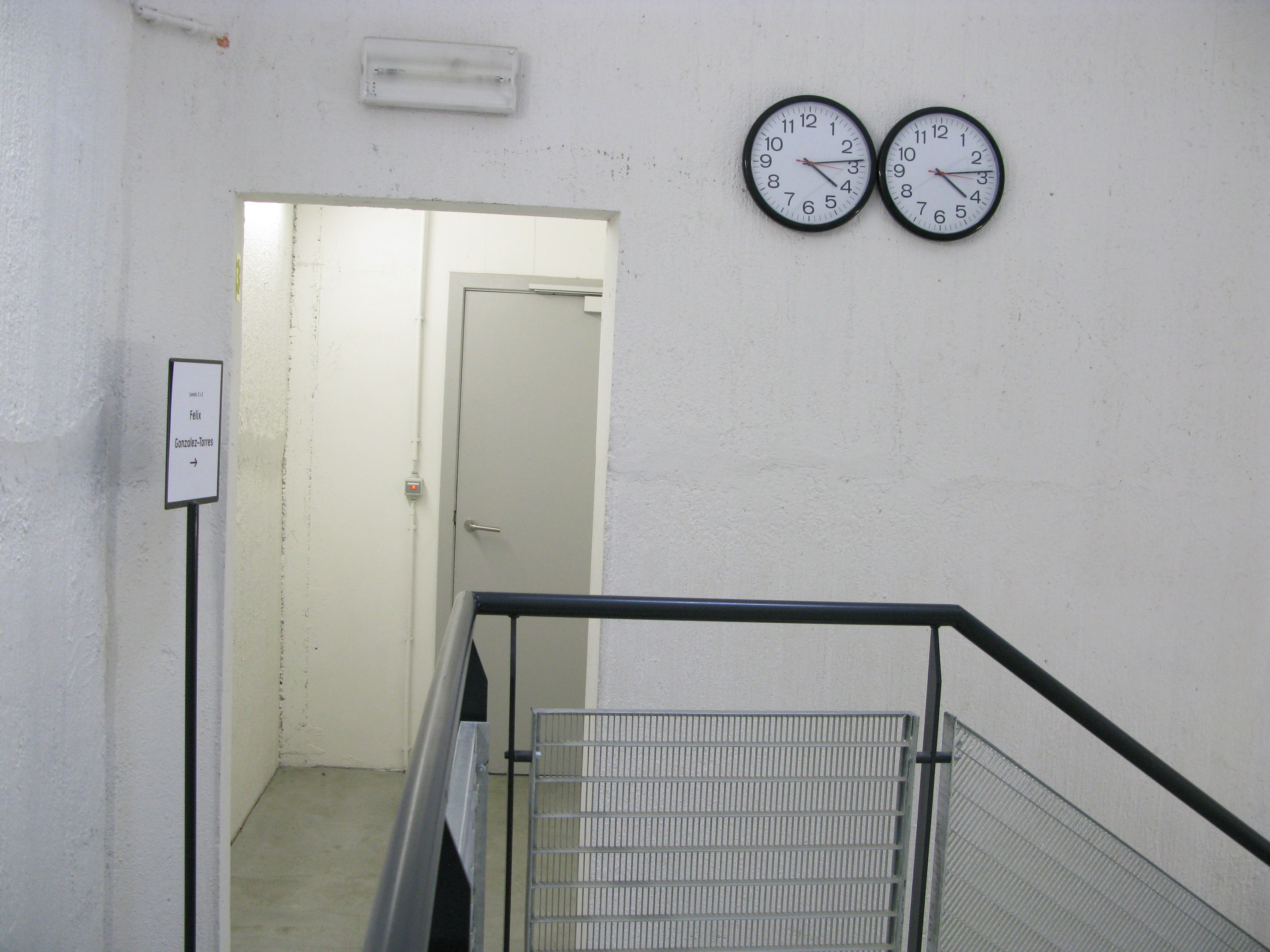
Une version exposée au WIELS à Bruxelles, en 2010, pendant une exposition consacrée à Félix : Felix Gonzales-Torres: Specific Objects Without Specific Form.

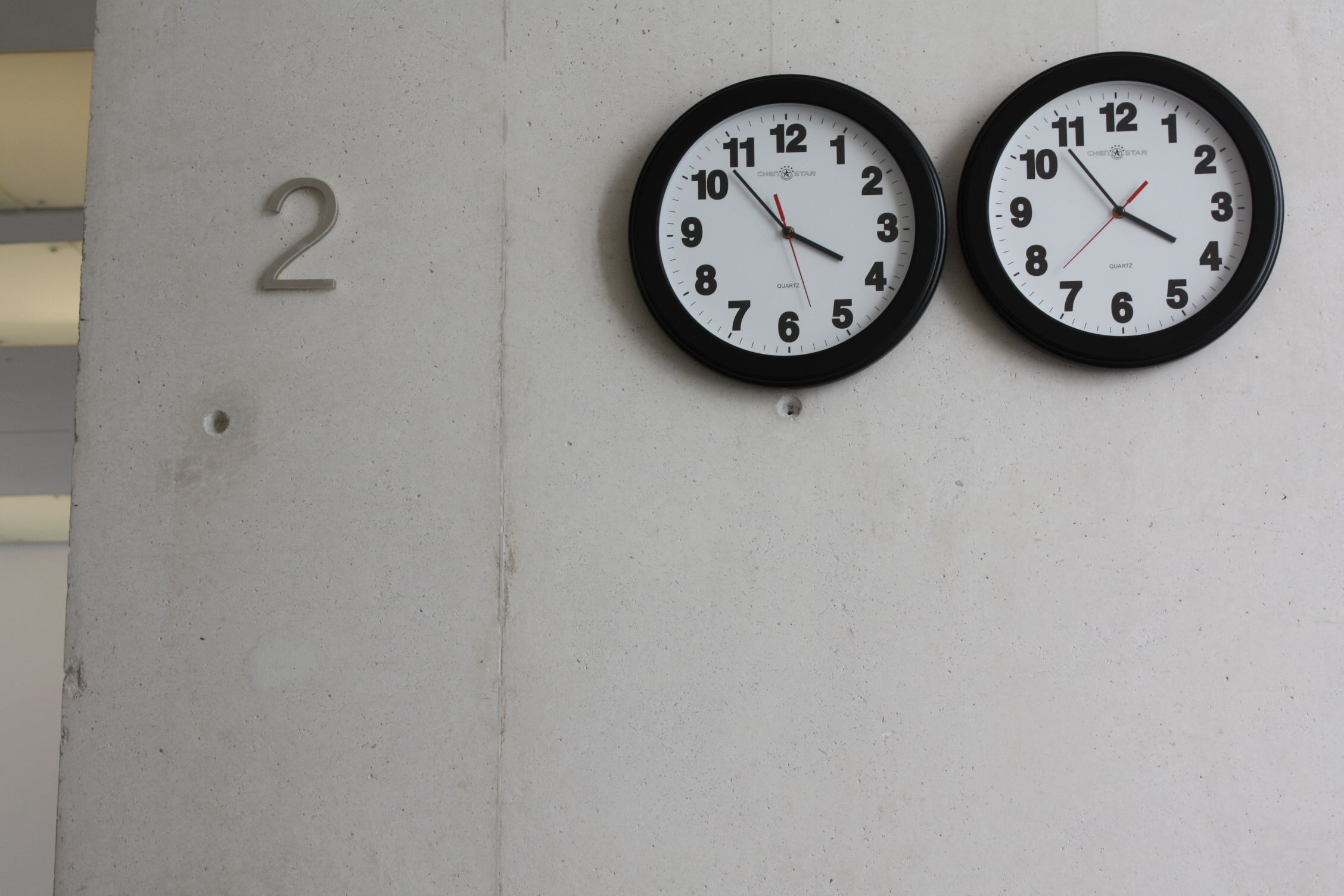
Version exposée au Musée Universitaire d'art contemporain de Mexico City, en 2010, pendant une exposition consacrée à Félix : Somewhere/Nowhere: Felix Gonzalez-Torres.

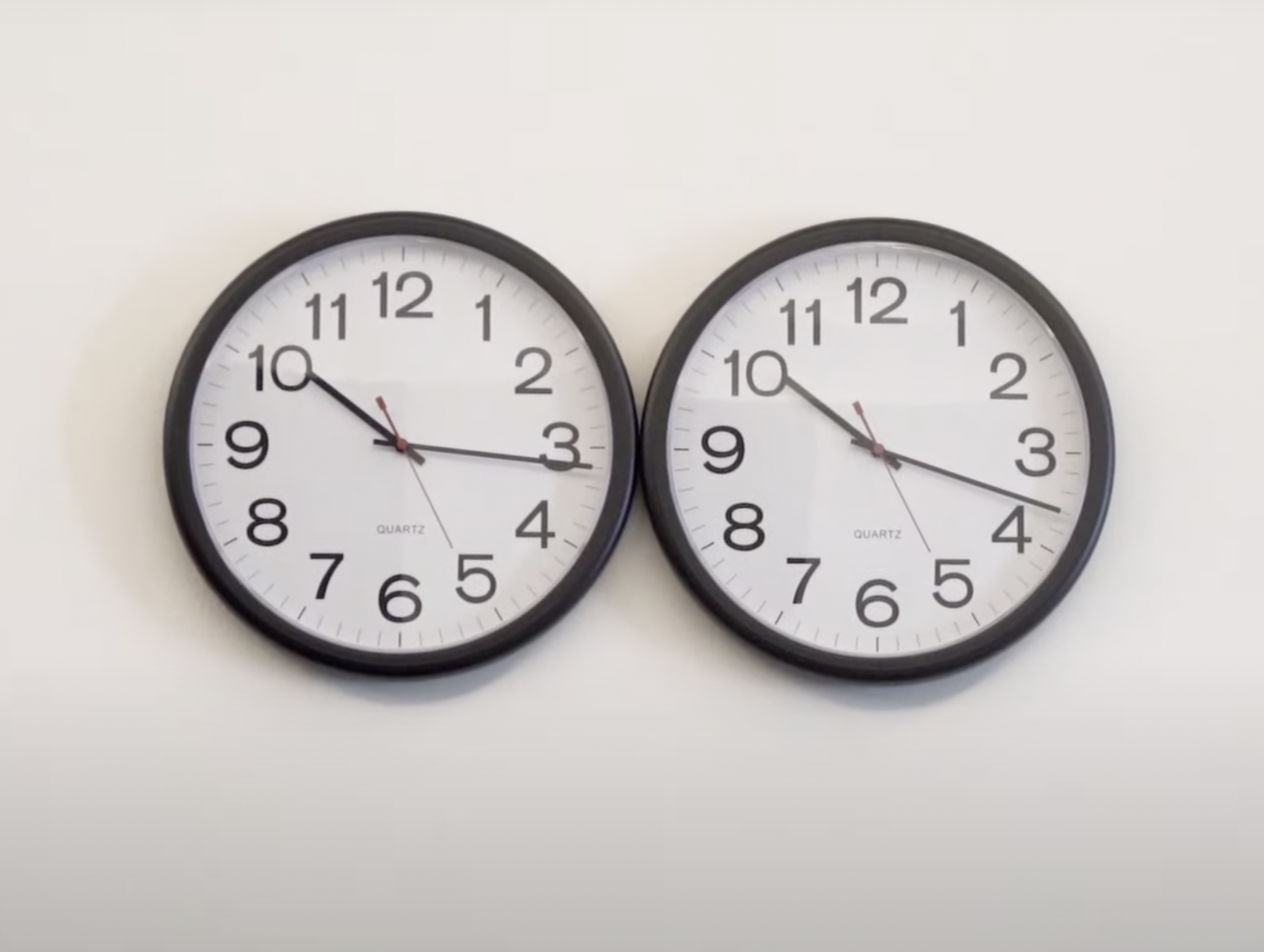
Version exposée au Musée d'Art contemporain de Barcelone à Barcelone, en 2021, pendant une exposition consacrée à Félix : Felix Gonzalez-Torres: The Politics of Relation.

« Untitled » (Perfect Lovers) a connu trois versions, notamment une où les horloges sont accrochées sur un mur peint en bleu clair, couleur que Félix associait à l'hôpital où Ross était soigné. L'œuvre fait ou a fait partie de plusieurs collections muséales internationales et privées prêtée par la Fondation Felix Gonzalez-Torres :
- Université de la Colombie-Britannique à Vancouver (1990) ;
- Kunstverein à Hambourg (1992) ;
- The Fabric Workshop and Museum à Philadelphie[12] (1994) ;
- Hirshhorn Museum and Sculpture Garden à Washington (1994 et 2018) ;
- Wadsworth Atheneum à Hartford[1],[13] (1997, 2002 à 2005, 2009 à 2011 et depuis 2018) ;
- Musée d'Art Moderne de Paris à Paris (1996) ;
- Sprengel Museum Hannover à Hanovre (1997) ;
- Centre national d'art et de culture Georges-Pompidou à Paris[14] (2000) ;
- Serpentine Galleries à Londres (2000) ;
- Musée d'Art de Dallas à Dallas[4] (2001, 2003 à 2004, 2007 et 2011) ;
- James Cohan Gallery à New York (2002) ;
- White Cube à Londres (2004) ;
- Musée d'Art latino-américain de Buenos Aires à Buenos Aires (2008) ;
- Université du Nord du Texas à Denton (2009) ;
- Galerie d'art moderne de Glasgow à Glasgow (2009) ;
- Musée National des Beaux-Arts du Québec à Québec (2009) ;
- Wiels à Bruxelles (2010) ;
- Musée Universitaire d'art contemporain de Mexico City à Mexico (2010) ;
- Fondation Beyeler à Bâle (2010) ;
- Museum für Moderne Kunst à Francfort (2011) ;
- Université Wesleyenne à Middletown (2012) ;
- Musée d'Art contemporain de Chicago à Chicago (2012) ;
- Leeum à Séoul (2012) ;
- Université d'État de Wichita à Wichita (2012) ;
- Université de Caroline du Nord à Chapel Hill à Chapel Hill (2013) ;
- North Carolina Museum of Art à Raleigh (2013) ;
- PinchukArtCentre à Kiev (2013 à 2014) ;
- Tate Liverpool à Liverpool (2015) ;
- Musée d'Histoire de l'art de Vienne à Vienne (2018) ;
- Musée d'Art contemporain de Barcelone à Barcelone (2021) ;
- High Museum of Art à Atlanta (2022) ;
- Collection Pinault à Paris (2022) ;
- Glenstone à Potomac[15] (depuis 2023)

Elle a été largement exposée dans le monde entier, souvent dans des contextes évoquant la mémoire, le deuil ou les droits LGBTQ+.

### Version du Museum of Modern Art
La version conservée et exposée au MoMA à New York est l'une des plus connues de « Untitled » (Perfect Lovers). Elle a été acquise par le musée en 1991, peu après sa création, et incarne un minimalisme propre à Félix.
Elle est composée de deux horloges murales à quartz et à aiguilles de taille standard, légèrement plus grandes que les versions précédentes (35,6 cm de diamètre pour 34,3 cm pour les autres, avec une profondeur de 7 cm). Elles sont accrochées côte à côte, à hauteur des yeux sur un mur blanc neutre. Lors de l'installation des horloges, elles sont synchronisées manuellement.
Contrairement à d'autres versions de l'œuvre, la version du MoMA se distingue par sa simplicité radicale : fond blanc, aucun élément ajouté, pas de couleur symbolique du cadre des horloges. Cela renforce la portée universelle et abstraites du message. Par moment, les horloges sont exposées sur un fond bleu ciel rappelant le milieu hospitalier où Ross Laycock est mort du SIDA.

#### Expositions
Cette version a fait partie intégrante de plusieurs expositions au MoMA dont : On the Edge: Contemporary Art from the Werner and Elaine Dannheisser Collection, la Fondation Dannheisser ayant fait cadeau de l'œuvre au musée ; Tempo, une exposition en 2002 sur la perception du temps ; Artist's Choice: Mona Hatoum, Here Is Elsewhere ; 208: True Stories, une exposition retraçant les œuvres exposées au MoMa depuis les années 1980 racontant les représentations d'artistes à travers leurs propres œuvres dont l'œuvre de Félix concernant le SIDA et le temps.